# Eden (North Carolina)
Eden ist eine City im Rockingham County, North Carolina, in den Vereinigten Staaten. Das U.S. Census Bureau ermittelte bei der Volkszählung 2020 eine Einwohnerzahl von 15.421.
Die Stadt entstand 1967 durch den Zusammenschluss dreier einzelner Städte: Leaksville, Spray, und Draper.  Das Motto der Stadt lautet „The land of two rivers“ (Das Land der zwei Flüsse).

## Geographie
Eden liegt mittig im Norden von North Carolina. Der Smith River und der Dan River haben ihren Zusammenfluss im Süden Edens. Der Dan River fließt durch den südlichen Bereich von Eden, während der Stan River auf seinem Weg zum Dan River die Stadt vom Norden her in zwei Teile teilt.
Nach Messungen des United States Census Bureau hat Eden eine Fläche von 39,3 km², von denen 38,9 km² Landmassen und 0,4 km² Wasser sind.

## Geschichte
Eden war ein 280 km² großes Landgut von William Byrd. Dieser Grundbesitz wurde The Land of Eden (Das Land Eden) genannt. William Byrd II. († 1744) wollte Schweizer Protestanten im „Land Eden“ ansiedeln, was nicht realisiert wurde. Eden wurde an William Byrd III. weitergegeben, der es an die Brüder Simon und Francis Farley verkaufte, zwei Kaufleute, die von der Insel Antigua kamen. Die Farley-Brüder versuchten Plantagen auf einigen nährstoffreicheren Ackern zu bauen, aber immer häufiger zogen einfach Siedler her und gründeten Wohnhäuser. Der Besitz ging an James Parke Farley über, Sohn von Francis, der nach Williamsburg zog.
Später kamen Siedler zum Bereich um den Dan River. Ein altes Indianerdorf in der Nähe von Town Creek und den Farley Besitztümern wurde das Zentrum der Siedler und die 110 km² wurden Sauratown trac genannt. Im Jahr 1775 zogen James Park Farley und seine Frau wieder in das Sauratowngebiet. Farley gründete neue Plantagen und versuchte die Siedler zu vertreiben. Farley war zudem ein Mitglied des 3rd Provincial Congress, der sich in Hillsborough traf.
James Parke Farley wurde während des Amerikanischen Unabhängigkeitskrieges getötet. Seine Witwe heiratete Reverend John Dunbar, der vergeblich versuchte, Sauratown zu verwalten. Die 110 km² wurde zu einem Siedlungsgebiet wegen ihrer Nähe zur Petersburg-Salemstraße, die den Smith River an einer Inselfurt schnitt. Im Jahr 1795 wurde die Stadt Leaksville an der südwestlichen Kante von Sauratown gegründet. Joseph Cloud ließ das Gebiet wieder aufleben und teilte es in zwei gleiche Teile im Jahr 1798. Farleys Tochter und Rebecca Parke Farley hatten ihre Hälfte an Patrick Henry verkauft.

## Wirtschaft
Die Miller Brewing Company eröffnete 1978 eine Brauerei in Eden. Ab 2016 wurde die Produktion heruntergefahren und die Brauerei geschlossen. 2012 waren in der Brauerei noch über 700 Personen beschäftigt.
Die größten Arbeitgeber in Eden waren 2018:
| Arbeitgeber               | Arbeitsplätze |
| ------------------------- | ------------- |
| UNC Rockingham Healthcare | 714           |
| Gildan Activewear         | 500           |
| Karastan Rug Mill         | 305           |
| Mabe Trucking             | 270           |
| A.C. Furniture            | 200           |
| Weil-McLain               | 180           |
| Loparex                   | 175           |
| KDH Defense Systems       | 130           |
| Carolina Freightways      | 103           |
| Fleetmaster               | 100           |